# Dendrophthora avenia
Dendrophthora avenia là một loài thực vật có hoa trong họ Santalaceae. Loài này được (Trel.) Kuijt mô tả khoa học đầu tiên năm 2000.